# Anastasija Sevastova

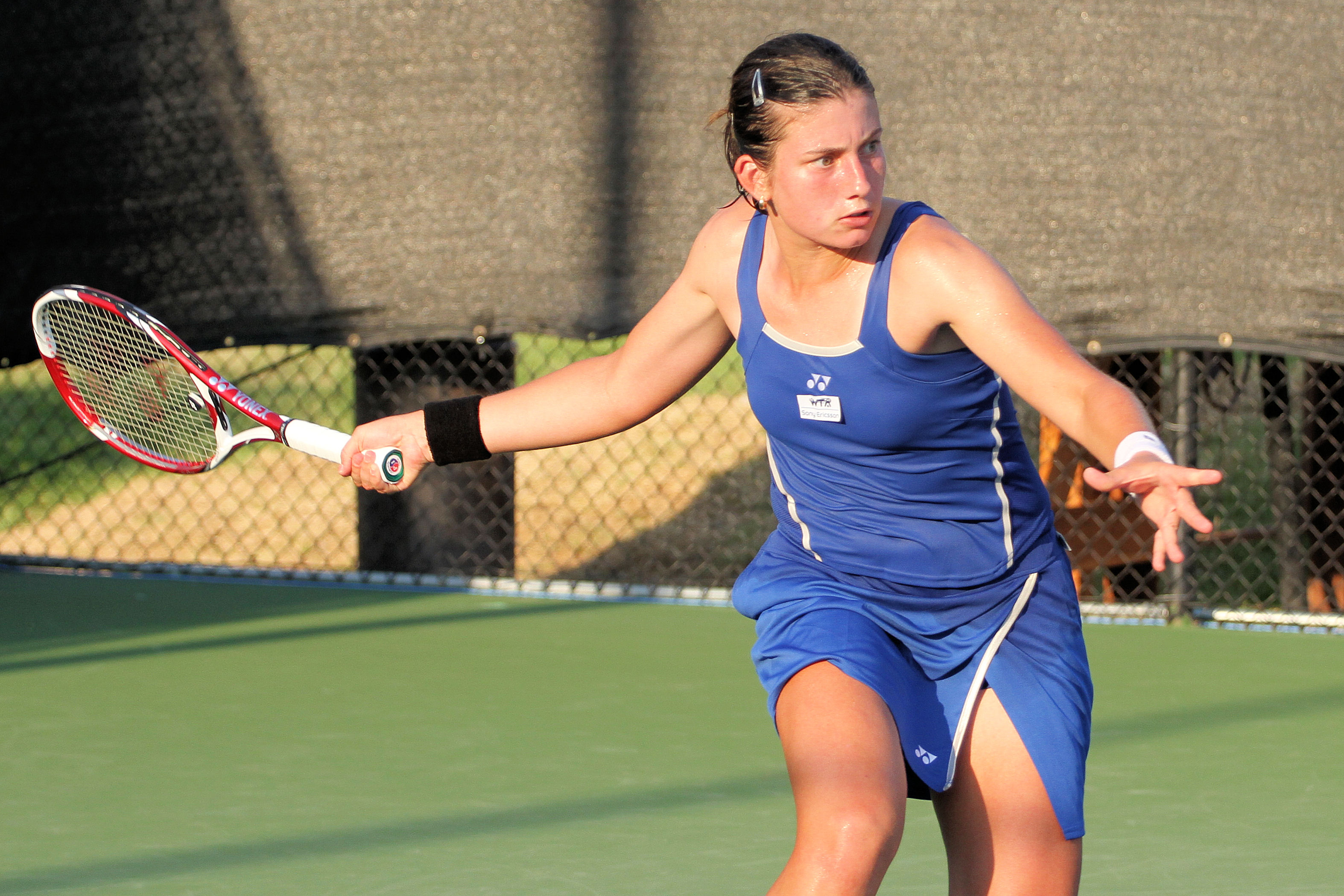
Sevastova tijdens de kwartfinale van WTA Dallas 2011 – zij verloor van Irina-Camelia Begu.

Anastasija Sevastova (Liepāja, 13 april 1990) is een tennisspeelster uit Letland. Zij werd prof in 2006. In 2009 kon zij voor het eerst in haar loopbaan het jaar afsluiten binnen de top 100 van de WTA-ranglijst. Haar hoogste notering op de WTA-ranglijst is de 11e plaats, die zij bereikte in oktober 2018. Sevastova is hiermee de hoogst gerangschikte Letse tennisspeelster, ook nog boven Larisa Neiland (13e in 1988).

## Loopbaan
In haar loopbaan won zij tot op heden(augustus 2018) drie WTA-toernooien. Daarnaast wist zij in het enkelspel ook dertien ITF-titels te behalen. In het dubbelspel schreef Sevastova vier ITF-titels op haar naam, de eerste in 2008 aan de zijde van de Slowaakse Lenka Wienerová.
In 2013 besloot zij een punt te zetten achter haar tenniscarrière. Haar aanhoudende blessures zouden er voor hebben gezorgd dat zij nooit meer haar topniveau zou kunnen halen.
In januari 2015 keerde Sevastova terug op het tenniscircuit. Na een stop van achttien maanden speelde zij in Sharm-el-Sheikh (Egypte) haar eerste toernooi sinds maart 2013 – zij won er meteen de titel. Sevastova klom al snel op naar de 134e plaats van de wereldranglijst. Zij bereikte op het WTA-toernooi van Florianópolis de halve finale. Ook wist zij op het WTA-toernooi van Moskou te winnen van de als zesde geplaatste Karolína Plíšková – dat bracht Sevastova in de kwartfinale, waarin zij in drie sets verloor van de latere winnares Svetlana Koeznetsova.
In 2016 bereikte zij opnieuw een WTA-finale in het enkelspel, op Mallorca – zij verloor daar van Française Caroline Garcia. Vier weken later stond zij voor de tweede keer in 2016 in een finale, in Boekarest, waar zij verloor van de Roemeense Simona Halep. De beste prestatie van het jaar kwam voor Sevastova bij het US Open waar zij de kwartfinale bereikte – na overwinningen op Garbiñe Muguruza en Johanna Konta verloor zij in de kwartfinale van Caroline Wozniacki.
In 2017 bereikte zij op Mallorca opnieuw de finale – dit keer wist zij de winst naar zich toe te trekken, ten koste van Julia Görges. Later op diezelfde dag mocht zij op Mallorca ook nog de dubbelspelfinale spelen, samen met Jelena Janković – zij moest daar echter verstek laten gaan wegens een dijbeenblessure.

### Tennis in teamverband
In de periode 2005–2010 maakte Sevastova deel uit van het Letse Fed Cup-team – zij behaalde daar een winst/verlies-balans van 10–3 in het enkelspel.

## Posities op deWTA-ranglijst
Positie per einde seizoen:
| jaar | rang enkelspel | rang dubbelspel |
| ---- | -------------- | --------------- |
| 2006 | 529            | –               |
| 2007 | 267            | –               |
| 2008 | 194            | 472             |
| 2009 | 83             | 238             |
| 2010 | 45             | 208             |
| 2011 | 94             | 341             |
| 2012 | 181            | –               |
|      |                |                 |
| 2015 | 110            | 284             |
| 2016 | 34             | 197             |
| 2017 | 16             | 86              |
| 2018 | 11             | 57              |

## Palmares
| Legenda                 |
| ----------------------- |
| Grandslamtoernooi       |
| Olympische Spelen       |
| Year-End Championships  |
| Premier Mandatory       |
| Premier Five / WTA 1000 |
| Premier / WTA 500       |
| International / WTA 250 |
| Challenger / WTA 125    |

### WTA-finaleplaatsen enkelspel
| nr.              | finale     | toernooi      | ondergrond | tegenstandster         | score         |         |
| ---------------- | ---------- | ------------- | ---------- | ---------------------- | ------------- | ------- |
| gewonnen finales |            |               |            |                        |               |         |
| 1.               | 2010-05-08 | WTA Estoril   | gravel     | Arantxa Parra Santonja | 6-2, 7-5      | details |
| 2.               | 2017-06-25 | WTA Mallorca  | gras       | Julia Görges           | 6-4, 3-6, 6-3 | details |
| 3.               | 2018-07-22 | WTA Boekarest | gravel     | Petra Martić           | 7-6, 6-2      | details |
| 4.               | 2019-07-28 | WTA Jūrmala   | gravel     | Katarzyna Kawa         | 3-6, 7-5, 6-4 | details |
| verloren finales |            |               |            |                        |               |         |
| 1.               | 2016-06-19 | WTA Mallorca  | gras       | Caroline Garcia        | 3-6, 4-6      | details |
| 2.               | 2016-07-17 | WTA Boekarest | gravel     | Simona Halep           | 0-6, 0-6      | details |
| 3.               | 2018-06-24 | WTA Mallorca  | gras       | Tatjana Maria          | 4-6, 5-7      | details |
| 4.               | 2018-10-07 | WTA Peking    | hardcourt  | Caroline Wozniacki     | 3-6, 3-6      | details |

### WTA-finaleplaatsen vrouwendubbelspel
| nr.              | finale     | toernooi     | ondergrond | partner         | tegenstandsters              | score   |         |
| ---------------- | ---------- | ------------ | ---------- | --------------- | ---------------------------- | ------- | ------- |
| gewonnen finales |            |              |            |                 |                              |         |         |
| geen             |            |              |            |                 |                              |         |         |
| verloren finales |            |              |            |                 |                              |         |         |
| 1.               | 2017-06-25 | WTA Mallorca | gras       | Jelena Janković | Chan Yung-jan Martina Hingis | forfait | details |

### Gewonnen ITF-toernooien enkelspel
| nr. | finale     | toernooi        | dotatie   | tegenstandster in finale | score         |
| --- | ---------- | --------------- | --------- | ------------------------ | ------------- |
| 1.  | 2006-08-06 | Bad Saulgau     | $ 10.000  | Josipa Bek               | 6-1, 6-0      |
| 2.  | 2006-08-20 | Bratislava      | $ 10.000  | Klaudia Malenovská       | 4-6, 6-0, 6-3 |
| 3.  | 2008-03-22 | Noida           | $ 25.000  | Sunitha Rao              | 6-2, 6-1      |
| 4.  | 2008-06-01 | Galatina        | $ 26.000  | Estrella Cabeza Candela  | 6-4, 6-4      |
| 5.  | 2008-07-27 | Les Contamines  | $ 25.000  | Agustina Lepore          | 6-4, 3-6, 6-4 |
| 6.  | 2009-03-29 | La Palma        | $ 25.000  | Kristína Kučová          | 4-6, 6-1, 6-1 |
| 7.  | 2009-05-03 | Johannesburg    | $ 100.000 | Eva Hrdinová             | 6-2, 6-2      |
| 8.  | 2012-07-15 | Zwevegem        | $ 25.000  | Çağla Büyükakçay         | 6-0, 6-3      |
| 9.  | 2012-08-05 | Trnava          | $ 50.000  | Ana Savić                | walk-over     |
| 10. | 2015-02-01 | Sharm-el-Sheikh | $ 10.000  | Yuuki Tanaka             | 7-5, 6-3      |
| 11. | 2015-02-15 | Trnava          | $ 10.000  | Réka Luca Jani           | 6-1, 7-6      |
| 12. | 2015-04-11 | Ahmedabad       | $ 25.000  | Ankita Raina             | 6-4, 7-6      |
| 13. | 2015-05-03 | Wiesbaden       | $ 25.000  | Tereza Martincová        | 6-1, 6-3      |

### Gewonnen ITF-toernooien dubbelspel
| nr. | finale     | toernooi        | dotatie  | partner          | tegenstandsters in finale               | score            |
| --- | ---------- | --------------- | -------- | ---------------- | --------------------------------------- | ---------------- |
| 1.  | 2008-08-30 | Katowice        | $ 25.000 | Lenka Wienerová  | Karolina Kosińska Aleksandra Rosolska   | 5-7, 6-3, [10-3] |
| 2.  | 2015-02-01 | Sharm-el-Sheikh | $ 10.000 | Melanie Klaffner | Caroline Rohde-Moe Midori Yamamoto      | 6-4, 6-4         |
| 3.  | 2015-02-15 | Trnava          | $ 10.000 | Anna Maria Heil  | Michaela Hončová Lenka Juríková         | 6-4, 6-3         |
| 4.  | 2015-09-20 | Saint-Malo      | $ 50.000 | Kristína Kučová  | Marija Marfoetina Natalja Vichljantseva | 6-7, 6-3, [10-5] |

## Resultaten grote toernooien

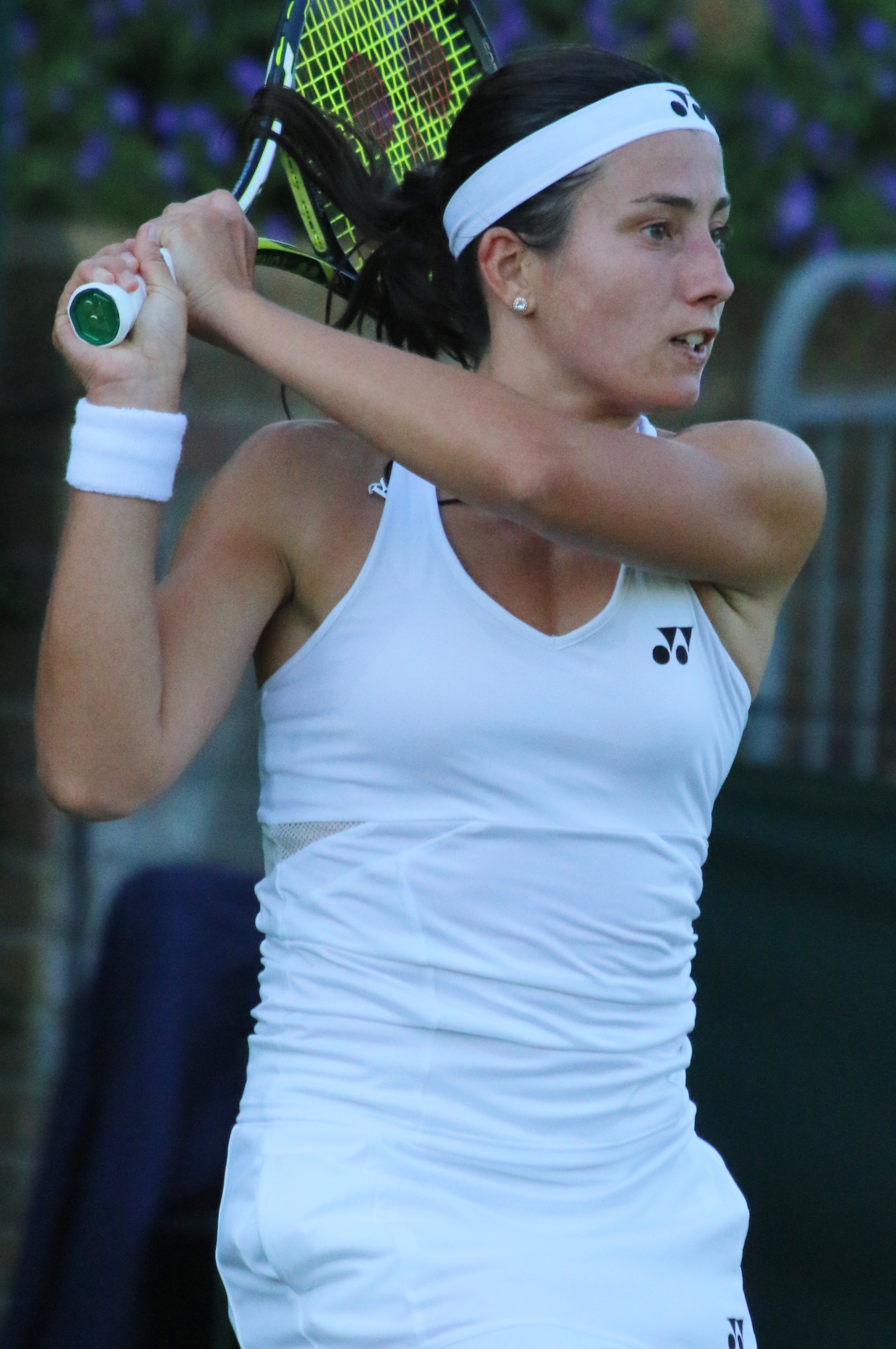
Sevastova slaat een backhand in haar eersterondewedstrijd op Wimbledon 2017 tegen Joelija Poetintseva (6–1, 7–6^{3}).

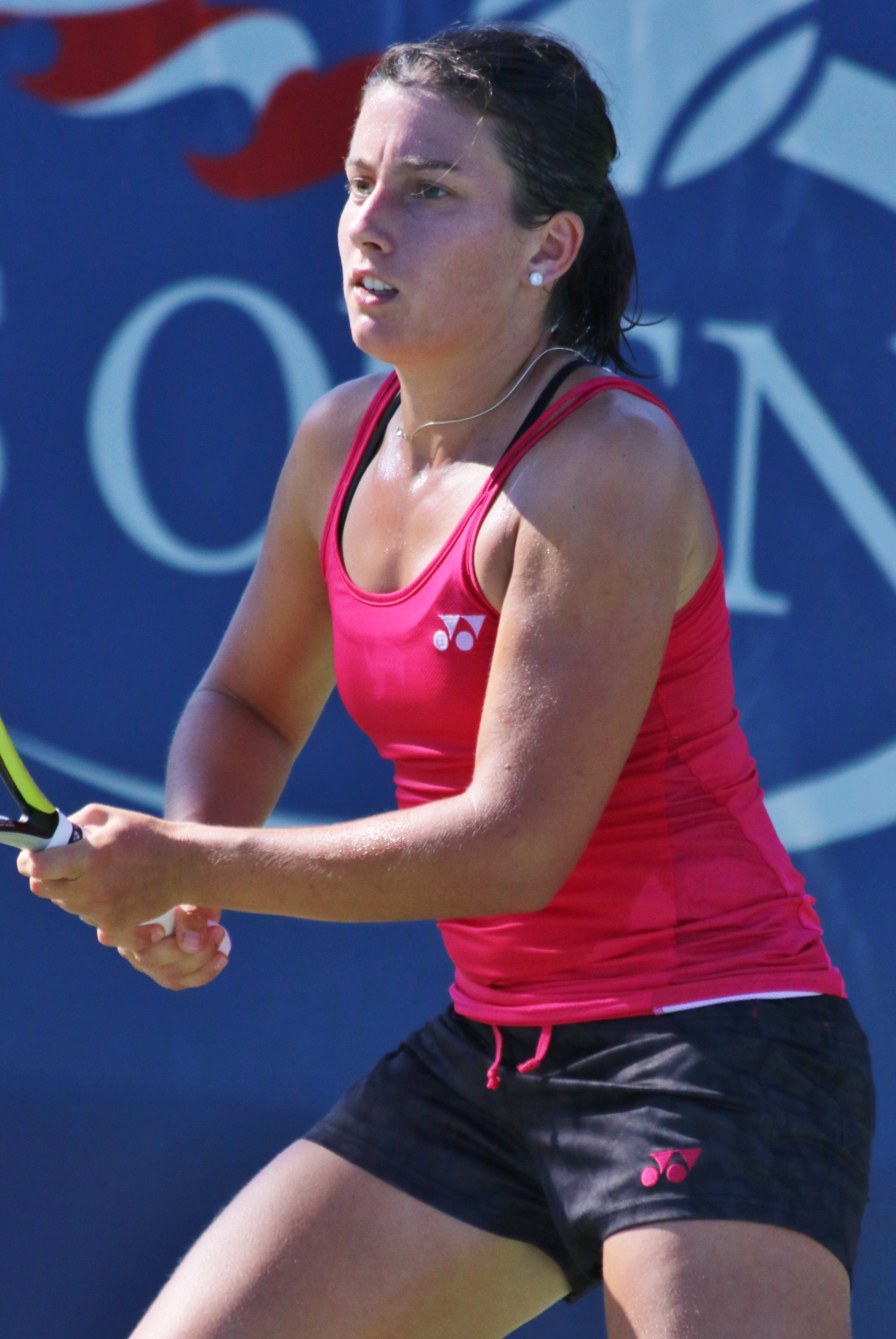
Sevastova tijdens haar overwinning op Anna Karolína Schmiedlová in de eerste ronde van het US Open 2016. Zij bereikte de kwartfinale, waarin zij verloor van Caroline Wozniacki.

| Legenda | Legenda                          |
| ------- | -------------------------------- |
| g.t.    | geen toernooi gehouden           |
| l.c.    | lagere categorie                 |
| –       | niet deelgenomen                 |
| G       | uitgeschakeld in de groepsfase   |
| 1R      | uitgeschakeld in de eerste ronde |
| 2R      | uitgeschakeld in de tweede ronde |
| 3R      | uitgeschakeld in de derde ronde  |
| 4R      | uitgeschakeld in de vierde ronde |
| KF      | uitgeschakeld in de kwartfinale  |
| HF      | uitgeschakeld in de halve finale |
| F       | de finale verloren               |
| W       | het toernooi gewonnen            |
| w-v     | winst/verlies-balans             |

### Enkelspel
| toernooi            | 2009 | 2010 | 2011 | 2012 | 2013 | 2014 | 2015 | 2016 | 2017 | 2018 | 2019 |
| ------------------- | ---- | ---- | ---- | ---- | ---- | ---- | ---- | ---- | ---- | ---- | ---- |
| grandslamtoernooien |      |      |      |      |      |      |      |      |      |      |      |
| Australian Open     | –    | 1R   | 4R   | –    | –    | –    | –    | 2R   | 3R   | 2R   | 4R   |
| Roland Garros       | 1R   | 1R   | 1R   | –    | –    | –    | –    | 2R   | 3R   | 1R   | 4R   |
| Wimbledon           | 1R   | 1R   | 1R   | –    | –    | –    | –    | 1R   | 2R   | 1R   |      |
| US Open             | 2R   | 2R   | 1R   | –    | –    | –    | –    | KF   | KF   | HF   |      |
| Premier Mandatory   |      |      |      |      |      |      |      |      |      |      |      |
| Indian Wells        | –    | 3R   | 2R   | –    | –    | –    | –    | –    | 2R   | 4R   | 3R   |
| Miami               | –    | –    | –    | –    | –    | –    | –    | –    | 2R   | 3R   | 3R   |
| Madrid              | –    | –    | –    | –    | –    | –    | –    | –    | HF   | 2R   | 3R   |
| Peking              | –    | KF   | –    | –    | –    | –    | –    | 1R   | 1R   | F    |      |
| Premier Five        |      |      |      |      |      |      |      |      |      |      |      |
| Dubai/Doha          | –    | 3R   | 2R   | –    | –    | –    | –    | 1R   | HF   | 3R   | 1R   |
| Rome                | –    | –    | –    | –    | –    | –    | –    | –    | 2R   | 3R   | 1R   |
| Montréal/Toronto    | –    | –    | –    | –    | –    | –    | –    | –    | 2R   | KF   |      |
| Cincinnati          | –    | –    | –    | –    | –    | –    | –    | –    | 3R   | 1R   |      |
| Tokio/Wuhan         | –    | –    | 1R   | –    | –    | –    | –    | 1R   | 1R   | 1R   |      |
| olympisch           |      |      |      |      |      |      |      |      |      |      |      |
| Olympische Spelen   | g.t. | g.t. | g.t. | –    | g.t. | g.t. | g.t. | –    | g.t. | g.t. | g.t. |
| statistieken        |      |      |      |      |      |      |      |      |      |      |      |
| titels per jaar     | 0    | 1    | 0    | 0    | 0    | 0    | 0    | 0    | 1    | 1    |      |
| eindejaarsranking   | 83   | 45   | 94   | 181  | —    | —    | 110  | 35   | 16   | 13   |      |

### Dubbelspel
| toernooi            | 2010 | 2011 | 2012 | 2013 | 2014 | 2015 | 2016 | 2017 | 2018 | 2019    |
| ------------------- | ---- | ---- | ---- | ---- | ---- | ---- | ---- | ---- | ---- | ------- |
| grandslamtoernooien |      |      |      |      |      |      |      |      |      |         |
| Australian Open     | 1R   | 1R   | –    | –    | –    | –    | –    | 2R   | 2R   | 1R      |
| Roland Garros       | 2R   | 1R   | –    | –    | –    | –    | –    | 1R   | 1R   | {{{1}}} |
| Wimbledon           | 1R   | 1R   | –    | –    | –    | –    | –    | 1R   | 1R   | {{{1}}} |
| US Open             | 1R   | 2R   | –    | –    | –    | –    | 1R   | 2R   | –    | {{{1}}} |
| Premier Mandatory   |      |      |      |      |      |      |      |      |      |         |
| Indian Wells        | –    | –    | –    | –    | –    | –    | –    | –    | 1R   | {{{1}}} |
| Miami               | –    | –    | –    | –    | –    | –    | –    | –    | 1R   | {{{1}}} |
| Madrid              | –    | –    | –    | –    | –    | –    | –    | –    | –    | {{{1}}} |
| Peking              | –    | –    | –    | –    | –    | –    | –    | 1R   | 2R   | {{{1}}} |
| Premier Five        |      |      |      |      |      |      |      |      |      |         |
| Dubai/Doha          | –    | –    | –    | –    | –    | –    | –    | 2R   | –    | {{{1}}} |
| Rome                | –    | –    | –    | –    | –    | –    | –    | –    | 1R   | {{{1}}} |
| Montréal/Toronto    | –    | –    | –    | –    | –    | –    | –    | –    | 1R   | {{{1}}} |
| Cincinnati          | –    | –    | –    | –    | –    | –    | –    | 1R   | –    | {{{1}}} |
| Tokio/Wuhan         | –    | –    | –    | –    | –    | –    | –    | 2R   | HF   | {{{1}}} |
| olympisch           |      |      |      |      |      |      |      |      |      |         |
| Olympische Spelen   | g.t. | g.t. | –    | g.t. | g.t. | g.t. | –    | g.t. | g.t. | g.t.    |
| statistieken        |      |      |      |      |      |      |      |      |      |         |
| titels per jaar     | 0    | 0    | 0    | 0    | 0    | 0    | 0    | 0    | 0    |         |
| eindejaarsranking   | 208  | 341  | —    | —    | —    | 284  | 194  | 88   | 57   |         |